# Meilleures Ennemies
Ne doit pas être confondu avec Ma meilleure ennemie.
Pour plus de détails, voir Fiche technique et Distribution.
Meilleures Ennemies ou La Guerre des mariées au Québec (titre original : Bride Wars) est un film américain réalisé par Gary Winick et sorti en 2009.
Il raconte l'histoire de deux amies d'enfance qui vont se livrer une bataille lorsque leurs mariages rêvés se retrouvent programmés par erreur au même endroit, le même jour.

## Synopsis
Depuis qu'elles ont assisté par hasard à un mariage dans le magnifique Hôtel Plaza, un jour de juin, pendant leur enfance, Emma et Liv ont le même rêve : se marier également en juin, dans ce même endroit, et faire de leur mariage le plus beau jour de leur vie.
Toujours inséparables des années plus tard, Emma (devenue institutrice) et Liv (devenue avocate) découvrent un jour une bague de fiançailles que le fiancé de Liv a cachée chez eux. Le fiancé d'Emma ne tarde pas à faire sa demande non plus, et les deux jeunes filles se rendent finalement ensemble chez la plus recherchée des organisatrices de mariage, Marion StClair. Mais à la suite d'une erreur, les deux mariages se retrouvent programmés le même jour. Chacune étant censée être demoiselle d'honneur de la seconde, il faut que l'une d'entre elles change ses projets. Il apparaît rapidement qu'aucune n'est disposée à faire de sacrifice. Emma, qui jusque-là faisait toujours des concessions, décide de refuser de laisser sa place, au grand dam de Liv.
Commence alors une bataille où chaque coup est permis afin de rendre l'autre folle : Liv s'arrange pour saboter la séance de bronzage d'Emma et la faire virer orange, en réponse de quoi Liv se retrouve avec des cheveux bleus. Emma arrose son ex-amie de sucreries et friandises pour qu'elle ne rentre plus dans sa robe, lui vole la vedette lors de son enterrement de vie de jeune fille. Liv s'arrange également pour remplacer le DVD de la vidéo prévue pour le mariage d'Emma par un DVD la montrant saoule lors d'une de leurs excursions de folie à la fac.
Les deux conjoints regardent de loin cette bataille : le fiancé d'Emma (Fletcher) a de plus en plus de mal à comprendre la situation et lui reproche au cours d'une dispute son comportement quasi-obsessionnel. Au fur et à mesure que le jour approche, les deux jeunes filles angoissent et éprouvent du remords, mais ne reprennent pas contact.
Les mariages débutent finalement le même jour, séparément. Après une visite surprise des parents d'Emma venus lui souhaiter bonne chance, Liv se souvient finalement qu'il faut absolument rectifier l'échange des DVD et demande à son garçon d'honneur d'aller porter le bon DVD. Mais celui-ci croit qu'il s'agit encore d'une nouvelle méchanceté, et jette le DVD dans un pot de fleur en croyant bien faire.
Les mariées se croisent au moment crucial et se sourient, mais lorsqu'Emma voit la vidéo qu'on passe au moment où elle descend l'allée, elle se précipite vers l'autre salle et se jette sur la fautive. Après une bagarre sous les yeux médusés de l'assemblée, les filles finissent par s'expliquer. Fletcher reste ébahi, et Emma comprend que le mariage était peut-être prématuré : ils décident en rester là. Liv est bien entendu désolée pour son amie, cependant le mariage continue et Emma retrouve son rôle de demoiselle d'honneur.
Le film se termine un an plus tard, alors que les deux amies se retrouvent pour prendre un verre. Emma a finalement épousé Nate, le frère de Liv, et toutes deux se rendent compte qu'elles sont enceintes, et doivent accoucher le même jour.

## Fiche technique
- Titre original : Bride Wars
- Titre français: Meilleures Ennemies
- Titre québécois : La Guerre des mariées
- Réalisation : Gary Winick
- Scénario : Greg DePaul, June Diane Raphael et Casey Wilson
- Photographie : Frederick Elmes
- Montage : Susan Littenberg
- Musique : Ed Shearmur
- Direction artistique : James Donahue
- Décors : Dan Leigh, Ron von Blomberg
- Costumes : Karen Patch
- Production : Kate Hudson, Alan Riche, Julie Yorn, Peter Riche, Devon Wilson
- Sociétés de production : New Regency Pictures, Biride Productions, Dune Entertainment et Sunrise Entertainment
- Sociétés de distribution : Twentieth Century Fox (États-Unis)
- Budget : 30 millions de dollars
- Pays d'origine :  États-Unis
- Langue originale : Anglais américain
- Format : couleur - 35 mm - 2,35:1 - son Dolby Digital
- Genre : Comédie noire
- Durée : 89 minutes
- Dates de sortie :
  - États-Unis : 8 janvier 2009
  - France : 11 février 2009

## Distribution
- Kate Hudson (V. F. : Barbara Delsol ; V. Q. : Camille Cyr-Desmarais) : Liv Lerner
- Anne Hathaway (V. F. : Caroline Victoria ; V. Q. : Geneviève Désilets) : Emma Allen
- Bryan Greenberg (V. F. : Axel Kiener ; V. Q. : Renaud Paradis) : Nate Lerner
- Chris Pratt (V. F. : Cédric Dumond ; V. Q. : Philippe Martin) : Fletcher
- Steve Howey (V. F. : Alexis Victor ; V. Q. : Frédéric Paquet) : Daniel
- Candice Bergen (V. F. : Annie Sinigalia ; V. Q. : Madeleine Arsenault) : Marion St. Claire
- Kristen Johnston (V. F. : Juliette Degenne ; V. Q. : Sophie Faucher) : Deb
- Michael Arden (V.F. : Mathias Kozlowski ; V. Q. : Nicholas Savard L'Herbier) : Kevin
- Victor Slezak : Colson
- Lauren Bittner (V. F. : Barbara Beretta ; V. Q. : Émilie Bibeau) : Amie
- Hettienne Park (V. F. : Yumi Fujimori) : Marissa
- Kelly Coffield Park : Kathy
- John Pankow (V. F. : Michel Papineschi) : John Allen
- June Diane Raphael (V. F. : Agnès Cirasse ; V. Q. : Amélie Bonnefant) : Amanda
- Casey Wilson : Stacy
- Zoe O'Grady : Jeune Liv
- Shannon Ferber : Jeune Emma
- Marcia DeBonis : Angela

- Version française
  - Société de doublage : Dubbing Brothers
  - Direction artistique : Barbara Tissier
  - Adaptation : Marion Bessay

Source et légende : version française (VF) sur RS Doublage et selon le carton de doublage et Doublage QC 

## Box-office
- États-Unis : 58 715 510 dollars [3]
- France : 271 357 entrées[4]
- Mondial : 115 150 424 dollars [3]

## À noter
- Kate Hudson a été évoquée comme une candidate potentielle au Razzie Awards 2009 dans la catégorie Pire actrice, mais elle ne fera pas partie de la liste de nommées[5]. En revanche, Candice Bergen a été nommée au Razzie Award de la pire actrice dans un second rôle.